# 米哈伊洛夫斯基农村居民点 (新霍皮奥尔斯克区)
米哈伊洛夫斯基农村居民点（俄语：Михайловское сельское поселение）是俄罗斯联邦沃罗涅日州新霍皮奥尔斯克区所属的一个农村居民点。其下辖有5个居民点，行政中心为米哈伊洛夫斯基。据2016年统计，该农村居民点的人口为934人。